# Anna Catharina Asmussen

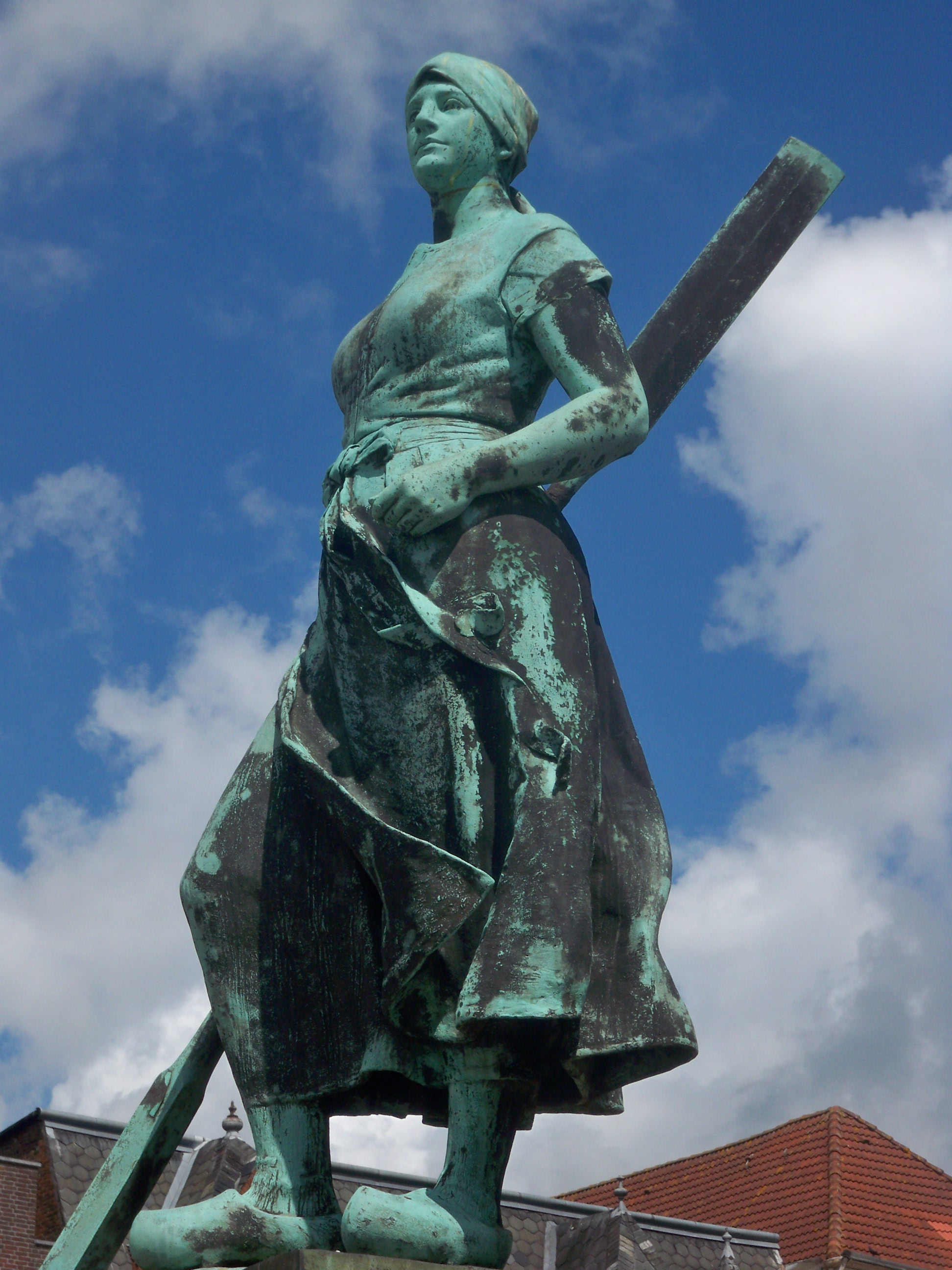
Die „Tine“ auf dem Husumer Marktplatz

Anna Catharina Asmussen (* 27. Mai 1793 in Husum; † 14. November 1868 ebenda) war eine Brauerei- und Hofbesitzerin, die der Stadt Husum eine große Stiftung hinterließ.

## Leben
Anna Catharina Asmussen war eine Tochter des Kirchenvorstehers, Senators und Brauers Hans Asmussen (1743–1820). Die Vorfahren väterlicherseits lebten seit Ende des 16. Jahrhunderts in der Region und arbeiteten dort ausnahmslos als Brauer und Landwirte. Die Vorfahren der Mutter Catharina, geborene Woldsen (1760–1833) waren ebenfalls zu dieser Zeit hierhin gezogen. Unter ihnen waren meist Landwirte und Kaufleute, aber auch wiederholt Senatoren, Ratsangehörige und Bürgermeister der Stadt zu finden. 
Anna Catharina Asmussen hatte einen Bruder namens Hans (1789–1827) und einen Bruder namens Christian Albrecht (1792–1858), der in Husum längere Zeit zweiter Bürgermeister und Deichgraf des Porrenkooges war. Nachdem der Vater 1820 verstorben war, führten die drei Geschwister dessen Bierbrauerei fort. Die sehr sparsame Wirtin bediente bis ins hohe Alter selbst und verkaufte an ihre Kunden Hefe. 

## Die Asmussen-Woldsen'sche Stiftung
Nach dem Tod ihres zweiten Bruders 1858 schenkte Anna Catharina Asmussen gemeinsam mit ihrem Vetter August Friedrich Woldsen (1792–1868) der Stadt ihr alleiniges Erbe. Es handelte sich um eine derart große Summe, dass sie als „unsterbliche Wohltäterin Husums“ bezeichnet wurde. Für die Stiftung wählten sie den Titel „Asmussen-Woldsen'sches Vermächtnis für die Stadt Husum“. Asmussen brachte darin den Roten Haubarg ein, dessen 138 Hektar Marschland 64.000 dänische Reichstaler Wert waren. August Friedrich Woldsen zahlte 32.000 Taler ein.
Die Stifter beabsichtigten, „die Wohlfahrt der Stadt Husum und deren Angehörigen“ zu unterstützen. Gemäß Stiftungsurkunde wollten sie „auf die intellektuelle und sittliche Bildung der Bewohner“ hinwirken, bei unverschuldeter Armut helfen und den Wohlstand „soweit wie möglich“ erhöhen. Die Stiftung sollte Studenten und Seminaristen mit Stipendien fördern und Prämien an Schüler zahlen. Außerdem sollten eine neue Warteschule gebaut, bedürftige Bürger unterstützt und Stadt und Umgebung verschönert werden.
Die Stiftung trat 1872 mit einem Verwaltungskollegium nebst Rechnungsprüfer in Kraft. 1904 betrug deren Gesamtkapital 450.000 Mark. Auch nach den beiden Weltkriegen und zwischenzeitlicher Inflation verfügte die Stiftung über große Ländereien, den Haubarg und einen Kindergarten.
In der Stadt Husum erinnert seit 1902 eine Straße an die Stifterin. Mit dem Asmussen-Woldsen-Denkmal befindet sich ein von Adolf Brütt gestalteter Brunnen auf dem Husumer Marktplatz, dessen „Tine“ genannte Figur die Einwohner mit Anna Catharina Asmussen identifizieren.